# Oceanisch kampioenschap voetbal vrouwen 2010
Het Oceanisch kampioenschap voetbal vrouwen 2010 is een internationaal voetbaltoernooi voor vrouwen. Het is de negende keer dat dit toernooi gespeeld wordt. Gastland is Nieuw-Zeeland. Het toernooi werd gespeeld van 29 september tot en met 8 oktober 2010. Winnaar werd Nieuw-Zeeland, dat voor de vierde keer de titel veroverde. Het kwalificeerde zich daarmee tevens voor het WK 2011.
Alle wedstrijden werden gespeeld in het North Harbour Stadium in Auckland.

## Gekwalificeerde landen
| Land                | Aantal deelnames (incl. 2010) | Laatste deelname | Beste deelname             |
| ------------------- | ----------------------------- | ---------------- | -------------------------- |
| Nieuw-Zeeland       | 9e                            | 2007             | Winnaar (1983, 1991, 2007) |
| Cookeilanden        | 2e                            | 2003             | Vijfde plaats (2003)       |
| Fiji                | 3e                            | 1998             | Vierde plaats (1983, 1998) |
| Papoea-Nieuw-Guinea | 7e                            | 2007             | Tweede plaats (2007)       |
| Salomonseilanden    | 2e                            | 2007             | Vierde plaats (2007)       |
| Tahiti              | 1e                            | –                | Debuut                     |
| Tonga               | 2e                            | 2007             | Derde plaats (2007)        |
| Vanuatu             | 1e                            | –                | Debuut                     |

## Scheidsrechters
Voor het toernooi werden er vijf scheidsrechters aangesteld.
- Ravitesh Behari
- Averii Jacques
- Anna-Marie Keighley
- Tupou Patia
- John Saohu

## Groepsfase

### Groep A
| Pos | Land          | Wed | Win | Gel | Ver | DV | DT | +/− | Pnt |
| --- | ------------- | --- | --- | --- | --- | -- | -- | --- | --- |
| 1   | Nieuw-Zeeland | 3   | 3   | 0   | 0   | 31 | 0  | +31 | 9   |
| 2   | Cookeilanden  | 3   | 2   | 0   | 1   | 3  | 10 | -7  | 6   |
| 3   | Tahiti        | 3   | 1   | 0   | 2   | 5  | 9  | −4  | 3   |
| 4   | Vanuatu       | 3   | 0   | 0   | 3   | 1  | 21 | −20 | 0   |

|                                  | |      |         |                                                                              |
| 29 september 2010 13:00 (UTC+13) | Nieuw-Zeeland                                                                                                  | 14–0 | Vanuatu | North Harbour Stadium, Auckland Toeschouwers: 300 Scheidsrechter: John Saohu |
| 29 september 2010 13:00 (UTC+13) | Hearn 10', 11', 18', 29', 90+1' Moorwood 25', 81' Wilkinson 42', 59', 73', 89' Erceg 45+2' White 54' Milne 68' |      |         | North Harbour Stadium, Auckland Toeschouwers: 300 Scheidsrechter: John Saohu |

|                                  |              |     |        |                                                                                   |
| 29 september 2010 15:30 (UTC+13) | Cookeilanden | 1–0 | Tahiti | North Harbour Stadium, Auckland Toeschouwers: 100 Scheidsrechter: Ravitesh Behari |
| 29 september 2010 15:30 (UTC+13) | Mustonen 15' |     |        | North Harbour Stadium, Auckland Toeschouwers: 100 Scheidsrechter: Ravitesh Behari |

|                               |                                              |     |            |                                                                                   |
| 1 oktober 2010 13:00 (UTC+13) | Tahiti                                       | 5–1 | Vanuatu    | North Harbour Stadium, Auckland Toeschouwers: 100 Scheidsrechter: Ravitesh Behari |
| 1 oktober 2010 13:00 (UTC+13) | Alvarez 14', 21', 83' White 81' Tokoragi 82' |     | 19' Tougen | North Harbour Stadium, Auckland Toeschouwers: 100 Scheidsrechter: Ravitesh Behari |

|                               |              |                                                                                         |               |                                                                                  |
| 1 oktober 2010 15:30 (UTC+13) | Cookeilanden | 0–10                                                                                    | Nieuw-Zeeland | North Harbour Stadium, Auckland Toeschouwers: 450 Scheidsrechter: Averii Jacques |
| 1 oktober 2010 15:30 (UTC+13) |              | 9', 40', 64' Hearn 16', 27', 56' Gregorius 21' Hoyle 45' Percival 57' Erceg 80' Jackman |               | North Harbour Stadium, Auckland Toeschouwers: 450 Scheidsrechter: Averii Jacques |

|                               |        |                                                                                |               |                                                                              |
| 3 oktober 2010 15:30 (UTC+13) | Tahiti | 0–7                                                                            | Nieuw-Zeeland | North Harbour Stadium, Auckland Toeschouwers: 500 Scheidsrechter: John Saohu |
| 3 oktober 2010 15:30 (UTC+13) |        | 36' Armstrong 59', 75' Hearn 76' Green 80' Yallop 90' Gregorius 90+2' Percival |               | North Harbour Stadium, Auckland Toeschouwers: 500 Scheidsrechter: John Saohu |

|                               |         |                    |              |                                                                                   |
| 3 oktober 2010 15:30 (UTC+13) | Vanuatu | 0–2                | Cookeilanden | North Harbour Stadium, Auckland Toeschouwers: 200 Scheidsrechter: Ravitesh Behari |
| 3 oktober 2010 15:30 (UTC+13) |         | 83' Napa 89' Henry |              | North Harbour Stadium, Auckland Toeschouwers: 200 Scheidsrechter: Ravitesh Behari |

### Groep B
| Pos | Land                | Wed | Win | Gel | Ver | DV | DT | +/− | Pnt |
| --- | ------------------- | --- | --- | --- | --- | -- | -- | --- | --- |
| 1   | Papoea-Nieuw-Guinea | 3   | 3   | 0   | 0   | 8  | 1  | +7  | 9   |
| 2   | Salomonseilanden    | 3   | 1   | 1   | 1   | 5  | 2  | +3  | 4   |
| 3   | Tonga               | 3   | 1   | 0   | 2   | 2  | 8  | −6  | 3   |
| 4   | Fiji                | 3   | 0   | 1   | 2   | 1  | 5  | −4  | 1   |

|                                  |                                  |     |      |                                                                                      |
| 30 september 2010 13:00 (UTC+13) | Papoea-Nieuw-Guinea              | 3–0 | Fiji | North Harbour Stadium, Auckland Toeschouwers: 60 Scheidsrechter: Anna-Marie Keighley |
| 30 september 2010 13:00 (UTC+13) | Peninsa 8' Limbai 58' Morris 62' |     |      | North Harbour Stadium, Auckland Toeschouwers: 60 Scheidsrechter: Anna-Marie Keighley |

|                                  |                                                 |     |       |                                                                              |
| 30 september 2010 15:30 (UTC+13) | Salomonseilanden                                | 4–0 | Tonga | North Harbour Stadium, Auckland Toeschouwers: 80 Scheidsrechter: Tupou Patia |
| 30 september 2010 15:30 (UTC+13) | Pegi 12', 90+1' Misibini 37' Maenu'u 74' (pen.) |     |       | North Harbour Stadium, Auckland Toeschouwers: 80 Scheidsrechter: Tupou Patia |

|                               |                    |     |                |                                                                               |
| 2 oktober 2010 13:00 (UTC+13) | Tonga              | 2–1 | Fiji           | North Harbour Stadium, Auckland Toeschouwers: 100 Scheidsrechter: Tupou Patia |
| 2 oktober 2010 13:00 (UTC+13) | Siale 75' Feke 90' |     | 13' Ratubalavu | North Harbour Stadium, Auckland Toeschouwers: 100 Scheidsrechter: Tupou Patia |

|                               |                  |     |                      |                                                                                       |
| 2 oktober 2010 15:30 (UTC+13) | Salomonseilanden | 1–2 | Papoea-Nieuw-Guinea  | North Harbour Stadium, Auckland Toeschouwers: 250 Scheidsrechter: Anna-Marie Keighley |
| 2 oktober 2010 15:30 (UTC+13) | Saepio 84'       |     | 29' Limbai 48' Siniu | North Harbour Stadium, Auckland Toeschouwers: 250 Scheidsrechter: Anna-Marie Keighley |

|                               |       |                                     |                     |                                                                                  |
| 4 oktober 2010 15:30 (UTC+13) | Tonga | 0–3                                 | Papoea-Nieuw-Guinea | North Harbour Stadium, Auckland Toeschouwers: 100 Scheidsrechter: Averii Jacques |
| 4 oktober 2010 15:30 (UTC+13) |       | 28', 61' Limbai 74' (e.d.) Likiliki |                     | North Harbour Stadium, Auckland Toeschouwers: 100 Scheidsrechter: Averii Jacques |

|                               |      |     |                  |                                                                                       |
| 4 oktober 2010 15:30 (UTC+13) | Fiji | 0–0 | Salomonseilanden | North Harbour Stadium, Auckland Toeschouwers: 100 Scheidsrechter: Anna-Marie Keighley |
| 4 oktober 2010 15:30 (UTC+13) |      |     |                  | North Harbour Stadium, Auckland Toeschouwers: 100 Scheidsrechter: Anna-Marie Keighley |

## Knockout-fase
|  | Halve finale         | Halve finale         |   |                      | Finale               | Finale |
|  |                      |                      |   |                      |                      |        |
|  | 6 oktober – Auckland |                      |   |                      |                      |        |
|  | Nieuw-Zeeland        | 8                    |   |                      |                      |        |
|  | Salomonseilanden     | 0                    |   |                      |                      |        |
|  |                      |                      |   |                      |                      |        |
|  |                      |                      |   |                      | 8 oktober – Auckland |        |
|  |                      |                      |   |                      | Nieuw-Zeeland        | 11     |
|  |                      | Papoea-Nieuw-Guinea  | 0 |                      |                      |        |
|  |                      |                      |   |                      |                      |        |
|  |                      |                      |   |                      | Derde plaats         |        |
|  | 6 oktober – Auckland | 6 oktober – Auckland |   | 8 oktober – Auckland | 8 oktober – Auckland |        |
|  | Papoea-Nieuw-Guinea  | 1                    |   | Salomonseilanden     | 0                    |        |
|  | Cookeilanden         | 0                    |   |                      | Cookeilanden         | 2      |

### Halve finale
|                               |                                                                                    |     |                  |                                                                               |
| 6 oktober 2010 13:00 (UTC+13) | Nieuw-Zeeland                                                                      | 8–0 | Salomonseilanden | North Harbour Stadium, Auckland Toeschouwers: 600 Scheidsrechter: Tupou Patia |
| 6 oktober 2010 13:00 (UTC+13) | White 7', 86' Percival 17' Moorwood 30' Hearn 36' Gregorius 52', 68' Wilkinson 60' |     |                  | North Harbour Stadium, Auckland Toeschouwers: 600 Scheidsrechter: Tupou Patia |

|                               |                     |     |              |                                                                                       |
| 6 oktober 2010 15:30 (UTC+13) | Papoea-Nieuw-Guinea | 1–0 | Cookeilanden | North Harbour Stadium, Auckland Toeschouwers: 600 Scheidsrechter: Anna-Marie Keighley |
| 6 oktober 2010 15:30 (UTC+13) | Limbai 62'          |     |              | North Harbour Stadium, Auckland Toeschouwers: 600 Scheidsrechter: Anna-Marie Keighley |

### Troostfinale
|                               |                  |                               |              |                                                                                       |
| 8 oktober 2010 13:00 (UTC+13) | Salomonseilanden | 0–2                           | Cookeilanden | North Harbour Stadium, Auckland Toeschouwers: 400 Scheidsrechter: Anna-Marie Keighley |
| 8 oktober 2010 13:00 (UTC+13) |                  | 70' (pen.) Henry 79' Mustonen |              | North Harbour Stadium, Auckland Toeschouwers: 400 Scheidsrechter: Anna-Marie Keighley |

### Finale
De winnaar van deze wedstrijd kwalificeerde zich voor het WK 2011.
|                               | |      |                     |                                                                              |
| 8 oktober 2010 16:00 (UTC+13) | Nieuw-Zeeland                                                                                       | 11–0 | Papoea-Nieuw-Guinea | North Harbour Stadium, Auckland Toeschouwers: 900 Scheidsrechter: John Saohu |
| 8 oktober 2010 16:00 (UTC+13) | Riley 7' White 15', 38', 50', 56' Percival 18' Wilkinson 32', 36' Gregorius 73' Hearn 79' Green 84' |      |                     | North Harbour Stadium, Auckland Toeschouwers: 900 Scheidsrechter: John Saohu |

## Doelpuntenmakers
12 doelpunten
- Amber Hearn

7 doelpunten
- Sarah Gregorius
- Hannah Wilkinson

6 doelpunten
- Rosie White

5 doelpunten
- Zeen Limbai

4 doelpunten
- Ria Percival

3 doelpunten
- Hayley Moorwood
- Heimiri Alvarez

2 doelpunten
- Regina Mustonen
- Abby Erceg
- Anna Green
- Ali Riley
- Ileen Pegi

1 doelpunt
- Mama Henry
- Teariivahine-Iteuaterai Henry
- Dayna Napa
- Bela Ratubalavu
- Bridgette Armstrong
- Katie Hoyle
- Maia Jackman
- Liz Milne
- Kirsty Yallop
- Rumona Morris
- Samantha Peninsa
- Deslyn Siniu
- Betty Maenu'u
- Ella Misibini
- Mesalyn Saepio
- Tihani Tokoragi
- Tiare White
- Vasi Feke
- Fololeni Siale
- Stephanie Tougen

1 eigen doelpunt
- Lupe Likiliki (tegen Papua-Nieuw-Guinea)